# Gongfang (köpinghuvudort i Kina, Jiangxi Sheng, lat 27,59, long 115,75)
Gongfang är en köpinghuvudort i Kina. Den ligger i provinsen Jiangxi, i den sydöstra delen av landet, omkring 120 kilometer söder om provinshuvudstaden Nanchang. Antalet invånare är 18 868. Befolkningen består av 8 872 kvinnor och 9 996 män. Barn under 15 år utgör 25,0 %, vuxna 15-64 år 66 %, och äldre över 65 år 8,0 %.
Runt Gongfang är det ganska tätbefolkat, med 139 invånare per kvadratkilometer. Närmaste större samhälle är Daifang, 6,5 km sydväst om Gongfang. I omgivningarna runt Gongfang växer huvudsakligen savannskog.
Genomsnittlig årsnederbörd är 2 267 millimeter. Den regnigaste månaden är juni, med i genomsnitt 364 mm nederbörd, och den torraste är oktober, med 22 mm nederbörd.